# Armorial de la maison de Wettin
Originellement margraves de Misnie en 1089, les Wettins devinrent landgraves de Thuringe en 1263, puis ducs de saxe en 1423 avec la dignité d'archi-maréchaux et électeurs du Saint-Empire romain germanique.
| Figurea | Intitulé et blasonnement |
| ------- | --- |
|         | Margraves de Misnie à partir de Conrad Ier Le Pieux (1098 † 1157), margrave de Misnie, comte de Wettin (1130-1156, date de son abdication), margrave de Lusace (1136-1156). D'or, au lion de sable, armé et lampassé de gueules,. |
|         | Henri III de Misnie (1218 † 1265), margrave de Misnie, margrave de Basse-Lusace, landgrave de Thuringe et comte palatin de Saxe (1247-1265), Écartelé : I et IV, d'azur, au lion burelé d'argent et de gueules (Thuringe) ; II et III, d'or, au lion de sable (Misnie). Cimier : Tête d'homme barbu, chapeau pointu palé d'argent et de gueules, boule de gueules, et touffe de paon,.                                                    |
|         | Frédéric Ier le Belliqueux ou le Querelleur (ou Frédéric IV de Misnie) (1370 † 1428), margrave de Misnie (1381-1423), électeur de Saxe et comte palatin de Saxe (1423-1428), Burelé de sable et d'or, au crancelin de sinople, brochant en bande sur le tout,. Dignité d'archi-maréchal du Saint-Empire romain germanique, charge attachée à l'Électorat de Saxe : Coupé de sable et d'argent au deux épées de gueules posées en sautoir. |

À la mort de Frédéric II, ses fils divisèrent son héritage entre eux. L'aîné, Ernest, devint électeur et hérita de la Misnie septentrionale, de la Thuringe méridionale, du Wittenberg, ainsi que du titre électoral. Albert III, le cadet, devint duc et reçu la Thuringe septentrionale, et la Misnie méridionale.

## Branche ernestine
| Figure | Intitulé et blasonnement |
| ------ | --- |
|        | Ernest de Saxe (1441 † 1486), électeur de Saxe, comte palatin de Saxe et landgrave de Thuringe (1482-1486). Burelé de sable et d'or, au crancelin de sinople, brochant en bande sur le tout,. Dignité d'archi-maréchal du Saint-Empire romain germanique, charge attachée à l'Électorat de Saxe : Coupé de sable et d'argent au deux épées de gueules posées en sautoir. |

### Ducs de Saxe-Weimar
| Figure | Intitulé et blasonnement |
| ------ | --- |
|        | Jean Frédéric Le Magnanime (1503 † 1554), électeur de Saxe et comte palatin de Saxe et landgrave de Thuringe (1532-1547, déposé), puis duc de Saxe-Weimar, Parti de deux, coupé de trois : I, d'azur, à l'aigle d'or (du Palatinat de Saxe) ; II, d'azur au lion burelé d'argent et de gueules, couronné d'or (de Thuringe) ; III, d'or, au lion de sable, armé et lampassé de gueules (de Misnie) ; IV, d'or, semé de cœurs de gueules, au lion de sable, armé, lampassé et couronné du deuxième, brochant sur-le-tout (d'Orlamünde) ; V, en forme de sur-le-tout, burelé de sable et d'or, au crancelin de sinople, brochant en bande sur le tout (de Saxe) ; VI, d'azur, au lion coupé d'or et d'argent (de Pleissen) ; VII, d'argent à trois bouterolles de gueules (d'Angrie) ; VIII, d'or, à deux pals d'azur (de Landsberg) ; IX, de sable, à l'aigle d'or (du Palatinat de Thuringe) ; X, de gueules (du Droit de régale) ; XI, coupé d'argent, à la rose de gueules, boutonnée d'or et pointée de sinople (d'Altenbourg) et d'or, à une poule de sable, crêtée, becquée et membrée de gueules, posée sur un mont de sinople, issant de la pointe de l'écu (de Henneberg (de)) ; XII, d'argent, à trois fasces d'azur (d'Eisenberg). |

#### Ducs puis Grands-Ducs (1815) deSaxe-Weimar-Eisenach
| Figure | Intitulé et blasonnement |
| ------ | --- |
|        | Ernest-Auguste Ier (1688 † 1748), Duc de Saxe-Weimar-Eisenach, Parti de deux, coupé de trois : I, d'azur, à l'aigle d'or (du Palatinat de Saxe) ; II, d'azur au lion burelé d'argent et de gueules, couronné d'or (de Thuringe) ; III, d'or, au lion de sable, armé et lampassé de gueules (de Misnie) ; IV, d'or, semé de cœurs de gueules, au lion de sable, armé, lampassé et couronné du deuxième, brochant sur-le-tout (d'Orlamünde) ; V, en forme de sur-le-tout, burelé de sable et d'or, au crancelin de sinople, brochant en bande sur le tout (de Saxe) ; VI, d'azur, au lion coupé d'or et d'argent (de Pleissen (de)) ; VII, d'argent à trois bouterolles de gueules (d'Angrie) ; VIII, d'or, à deux pals d'azur (de Landsberg) ; IX, de sable, à l'aigle d'or (du Palatinat de Thuringe) ; X, de gueules (du Droit de régale) ; XI, coupé d'argent, à la rose de gueules, boutonnée d'or et pointée de sinople (d'Altenbourg) et d'or, à une poule de sable, crêtée, becquée et membrée de gueules, posée sur un mont de sinople, issant de la pointe de l'écu (de Henneberg (de)) ; XII, d'argent, à trois fasces d'azur (d'Eisenberg). |

#### Lignées deSaxe-Gotha
La branche de Gotha se scindera, en 1680, en sept branches différentes issues des sept fils de Ernest Ier Le Pieux (1607 † 1675) : Saxe-Gotha, Saxe-Cobourg, Saxe-Meiningen, Saxe-Roemhild, Saxe-Eisenberg, Saxe-Hildburghausen et Saxe-Saalfeld.

##### Ducs deSaxe-Meiningenpuis de Saxe-Meiningen-Hildburghausen
| Figure | Intitulé et blasonnement |
| ------ | --- |
|        | Bernard Ier (1649 † 1706), duc de Saxe-Meiningen, Écartelé : I, d'azur au lion burelé d'argent et de gueules, couronné d'or (de Thuringe) ; II, d'or, à une poule de sable, crêtée, becquée et membrée de gueules, posée sur un mont de sinople, issant de la pointe de l'écu (de Henneberg (de)) ; III, de gueules à un colonne d'argent surmonté d'une couronne d'or (de Römhild) ; IV, d'or, au lion de sable, armé et lampassé de gueules (de Misnie) ; sur-le-tout, burelé de sable et d'or, au crancelin de sinople, brochant en bande sur le tout (de Saxe). |
|        | Bernard II (1800 † 1882), Duc de Saxe-Meiningen puis de Saxe-Meiningen-Hildburghausen, Parti de deux et coupé de cinq : I, d'azur au lion burelé d'argent et de gueules, couronné d'or (de Thuringe) ; II, de gueules, à l'écusson d'argent, aux rais d'escarboucle d'or, brochantes sur le tout (de Clèves) ; III, d'or, au lion de sable, armé et lampassé de gueules (de Misnie) ; IV, d'or, au lion de sable, armé et lampassé de gueules (de Juliers) ; V, en forme de sur-le-tout, burelé de sable et d'or, au crancelin de sinople, brochant en bande sur le tout (de Saxe) ; VI, d'argent, au lion de gueules, armé et lampassé d'azur et couronné d'or (de Berg) ; VII, d'azur, à l'aigle d'or (du Palatinat de Saxe) ; VIII, d'or, à deux pals d'azur (de Landsberg) ; IX, de sable, à l'aigle d'or (du Palatinat de Thuringe) ; X, d'or, semé de cœurs de gueules, au lion de sable, armé, lampassé et couronné du deuxième, brochant sur-le-tout (d'Orlamünde) ; XI, d'argent, à trois fasces d'azur (d'Eisenberg) ; XII, d'azur, au lion coupé d'or et d'argent (de Pleissen (de)) ; XIII, d'argent, à la rose de gueules, boutonnée d'or et pointée de sinople (d'Altenbourg) ; XIV, de gueules (du Droit de régale) ; XV, d'argent à trois bouterolles de gueules (d'Angrie) ; XVI, d'or à la fasce échiquettée d'argent et de gueules de trois tires (de La Marck) ; XVII, parti de gueules à un colonne d'argent surmonté d'une couronne d'or (de Römhild) et d'or, à une poule de sable, crêtée, becquée et membrée de gueules, posée sur un mont de sinople, issant de la pointe de l'écu (de Henneberg (de)) ; XVIII, d'argent, à trois chevrons de gueules (de Ravensberg). |

##### Ducs deSaxe-Hildburghausen puis de Saxe-Altenbourg
| Figure | Intitulé et blasonnement |
| ------ | --- |
|        | Ernest III (1655 † 1715), duc de Saxe-Hildburghausen, Parti de deux et coupé de cinq : I, d'azur au lion burelé d'argent et de gueules, couronné d'or (de Thuringe) ; II, de gueules, à l'écusson d'argent, aux rais d'escarboucle d'or, brochantes sur le tout (de Clèves) ; III, d'or, au lion de sable, armé et lampassé de gueules (de Misnie) ; IV, d'or, au lion de sable, armé et lampassé de gueules (de Juliers) ; V, en forme de sur-le-tout, burelé de sable et d'or, au crancelin de sinople, brochant en bande sur le tout (de Saxe) ; VI, d'argent, au lion de gueules, armé et lampassé d'azur et couronné d'or (de Berg) ; VII, d'azur, à l'aigle d'or (du Palatinat de Saxe) ; VIII, d'or, à deux pals d'azur (de Landsberg) ; IX, de sable, à l'aigle d'or (du Palatinat de Thuringe) ; X, d'or, semé de cœurs de gueules, au lion de sable, armé, lampassé et couronné du deuxième, brochant sur-le-tout (d'Orlamünde) ; XI, d'argent, à trois fasces d'azur (d'Eisenberg) ; XII, d'azur, au lion coupé d'or et d'argent (de Pleissen (de)) ; XIII, d'argent, à la rose de gueules, boutonnée d'or et pointée de sinople (d'Altenbourg) ; XIV, de gueules (du Droit de régale) ; XV, d'argent à trois bouterolles de gueules (d'Angrie) ; XVI, d'or à la fasce échiquettée d'argent et de gueules de trois tires (de La Marck) ; XVII, parti de gueules à un colonne d'argent surmonté d'une couronne d'or (de Römhild) et d'or, à une poule de sable, crêtée, becquée et membrée de gueules, posée sur un mont de sinople, issant de la pointe de l'écu (de Henneberg (de)) ; XVIII, d'argent, à trois chevrons de gueules (de Ravensberg). |
|        | Frédéric Ier (1763 † 1834), duc de Saxe-Hildburghausen (1780-1826) puis de Saxe-Altenbourg (1826-1834), Armes moyennes : Écartelé : I, D'argent, à la rose de gueules, boutonnée d'or et pointée de sinople (d'Altenbourg) ; II, d'argent, à trois fasces d'azur (d'Eisenberg) ; III, d'or, semé de cœurs de gueules, au lion de sable, armé, lampassé et couronné du deuxième, brochant sur-le-tout (d'Orlamünde) ; IV, d'azur, au lion coupé d'or et d'argent (de Pleissen (de)) ; sur-le-tout burelé de sable et d'or, au crancelin de sinople, brochant en bande sur le tout (de Saxe). Grandes armes : Parti de deux, coupé de six : I, d'azur au lion burelé d'argent et de gueules, couronné d'or (de Thuringe) ; II, de gueules, à l'écusson d'argent, aux rais d'escarboucle d'or, brochantes sur le tout (de Clèves) ; III, d'or, au lion de sable, armé et lampassé de gueules (de Misnie) ; IV, d'or, au lion de sable, armé et lampassé de gueules (de Juliers) ; V, en forme de sur-le-tout, burelé de sable et d'or, au crancelin de sinople, brochant en bande sur le tout (de Saxe) ; VI, d'argent, au lion de gueules, armé et lampassé d'azur et couronné d'or (de Berg) ; VII, d'azur, à l'aigle d'or (du Palatinat de Saxe) ; VIII, d'or, à deux pals d'azur (de Landsberg) ; IX, de sable, à l'aigle d'or (du Palatinat de Thuringe) ; X, d'or, semé de cœurs de gueules, au lion de sable, armé, lampassé et couronné du deuxième, brochant sur-le-tout (d'Orlamünde) ; XI, d'argent, à la rose de gueules, boutonnée d'or et pointée de sinople (d'Altenbourg) ; XII, d'azur, au lion coupé d'or et d'argent (de Pleissen (de)) ; XIII, d'argent, à trois fasces d'azur (d'Eisenberg) ; XIV, de gueules, au cheval cabré d'argent (de Hanovre) ; XV, d'argent à trois bouterolles de gueules (d'Angrie) ; XVI, d'or à la fasce échiquettée d'argent et de gueules de trois tires (de La Marck) ; XVII, de gueules à un corbeau contourné de sable, tenant en son bec un anneau d'or, posé sur une bande d'argent ; XVIII, d'argent, à trois chevrons de gueules (de Ravensberg) ; XIX, de gueules à un colonne d'argent surmonté d'une couronne d'or (de Römhild) ; XX, d'or, à une poule de sable, crêtée, becquée et membrée de gueules, posée sur un mont de sinople, issant de la pointe de l'écu (de Henneberg (de)) ; XXI, de gueules plain (du Droit de régale). |

##### Ducs de Saxe-Saalfeldpuis de Saxe-Cobourg-Saalfeld
| Figure | Intitulé et blasonnement |
| ------ | --- |
|        | Jean-Ernest (1658 † 1729), Ducs de Saxe-Saalfeld puis de Saxe-Cobourg-Saalfeld, Parti de deux et coupé de cinq : I, d'azur au lion burelé d'argent et de gueules, couronné d'or (de Thuringe) ; II, de gueules, à l'écusson d'argent, aux rais d'escarboucle d'or, brochantes sur le tout (de Clèves) ; III, d'or, au lion de sable, armé et lampassé de gueules (de Misnie) ; IV, d'or, au lion de sable, armé et lampassé de gueules (de Juliers) ; V, en forme de sur-le-tout, burelé de sable et d'or, au crancelin de sinople, brochant en bande sur le tout (de Saxe) ; VI, d'argent, au lion de gueules, armé et lampassé d'azur et couronné d'or (de Berg) ; VII, d'azur, à l'aigle d'or (du Palatinat de Saxe) ; VIII, d'or, à deux pals d'azur (de Landsberg) ; IX, de sable, à l'aigle d'or (du Palatinat de Thuringe) ; X, d'or, semé de cœurs de gueules, au lion de sable, armé, lampassé et couronné du deuxième, brochant sur-le-tout (d'Orlamünde) ; XI, d'argent, à trois fasces d'azur (d'Eisenberg) ; XII, d'azur, au lion coupé d'or et d'argent (de Pleissen (de)) ; XIII, d'argent, à la rose de gueules, boutonnée d'or et pointée de sinople (d'Altenbourg) ; XIV, de gueules (du Droit de régale) ; XV, d'argent à trois bouterolles de gueules (d'Angrie) ; XVI, d'or à la fasce échiquettée d'argent et de gueules de trois tires (de La Marck) ; XVII, parti de gueules à un colonne d'argent surmonté d'une couronne d'or (de Römhild) et d'or, à une poule de sable, crêtée, becquée et membrée de gueules, posée sur un mont de sinople, issant de la pointe de l'écu (de Henneberg (de)) ; XVIII, d'argent, à trois chevrons de gueules (de Ravensberg). Voir les armoiries de sa descendance dans l'article détaillé. |

#### Première Maison deSaxe-Altenburg
Le duché de Saxe-Altenbourg fut, dès 1602, l'apanage d'une branche de la ligne ernestine de la maison de Wettin, et dont les biens passèrent, en 1672, à Ernest Ier le Pieux (1607 † 1675) de Saxe-Gotha.
| Figure | Intitulé et blasonnement |
| ------ | --- |
|        | Frédéric-Guillaume Ier (1562 † 1602), Duc de Saxe-Altenbourg, Armes moyennes : Écartelé : I, D'argent, à la rose de gueules, boutonnée d'or et pointée de sinople (d'Altenbourg) ; II, d'argent, à trois fasces d'azur (d'Eisenberg) ; III, d'or, semé de cœurs de gueules, au lion de sable, armé, lampassé et couronné du deuxième, brochant sur-le-tout (d'Orlamünde) ; IV, d'azur, au lion coupé d'or et d'argent (de Pleissen (de)) ; sur-le-tout burelé de sable et d'or, au crancelin de sinople, brochant en bande sur le tout (de Saxe). Grandes armes : Parti de deux, coupé de six : I, d'azur au lion burelé d'argent et de gueules, couronné d'or (de Thuringe) ; II, de gueules, à l'écusson d'argent, aux rais d'escarboucle d'or, brochantes sur le tout (de Clèves) ; III, d'or, au lion de sable, armé et lampassé de gueules (de Misnie) ; IV, d'or, au lion de sable, armé et lampassé de gueules (de Juliers) ; V, en forme de sur-le-tout, burelé de sable et d'or, au crancelin de sinople, brochant en bande sur le tout (de Saxe) ; VI, d'argent, au lion de gueules, armé et lampassé d'azur et couronné d'or (de Berg) ; VII, d'azur, à l'aigle d'or (du Palatinat de Saxe) ; VIII, d'or, à deux pals d'azur (de Landsberg) ; IX, de sable, à l'aigle d'or (du Palatinat de Thuringe) ; X, d'or, semé de cœurs de gueules, au lion de sable, armé, lampassé et couronné du deuxième, brochant sur-le-tout (d'Orlamünde) ; XI, d'argent, à la rose de gueules, boutonnée d'or et pointée de sinople (d'Altenbourg) ; XII, d'azur, au lion coupé d'or et d'argent (de Pleissen (de)) ; XIII, d'argent, à trois fasces d'azur (d'Eisenberg) ; XIV, de gueules, au cheval cabré d'argent (de Hanovre) ; XV, d'argent à trois bouterolles de gueules (d'Angrie) ; XVI, d'or à la fasce échiquettée d'argent et de gueules de trois tires (de La Marck) ; XVII, de gueules à un corbeau contourné de sable, tenant en son bec un anneau d'or, posé sur une barre d'argent ; XVIII, d'argent, à trois chevrons de gueules (de Ravensberg) ; XIX, de gueules à un colonne d'argent surmonté d'une couronne d'or (de Römhild) ; XX, d'or, à une poule de sable, crêtée, becquée et membrée de gueules, posée sur un mont de sinople, issant de la pointe de l'écu (de Henneberg (de)) ; XXI, de gueules plain (du Droit de régale). |

## Armoiries de ladescendancedeJean-Ernest de Saxe-Saalfeld
| Figure | Intitulé et blasonnement |
| ------ | --- |
|        | Jean-Ernest (1658 † 1729), Ducs de Saxe-Saalfeld puis de Saxe-Cobourg-Saalfeld, Parti de deux et coupé de cinq : I, d'azur au lion burelé d'argent et de gueules, couronné d'or (de Thuringe) ; II, de gueules, à l'écusson d'argent, aux rais d'escarboucle d'or, brochantes sur le tout (de Clèves) ; III, d'or, au lion de sable, armé et lampassé de gueules (de Misnie) ; IV, d'or, au lion de sable, armé et lampassé de gueules (de Juliers) ; V, en forme de sur-le-tout, burelé de sable et d'or, au crancelin de sinople, brochant en bande sur le tout (de Saxe) ; VI, d'argent, au lion de gueules, armé et lampassé d'azur et couronné d'or (de Berg) ; VII, d'azur, à l'aigle d'or (du Palatinat de Saxe) ; VIII, d'or, à deux pals d'azur (de Landsberg) ; IX, de sable, à l'aigle d'or (du Palatinat de Thuringe) ; X, d'or, semé de cœurs de gueules, au lion de sable, armé, lampassé et couronné du deuxième, brochant sur-le-tout (d'Orlamünde) ; XI, d'argent, à trois fasces d'azur (d'Eisenberg) ; XII, d'azur, au lion coupé d'or et d'argent (de Pleissen (de)) ; XIII, d'argent, à la rose de gueules, boutonnée d'or et pointée de sinople (d'Altenbourg) ; XIV, de gueules plain (du Droit de régale) ; XV, d'argent à trois bouterolles de gueules (d'Angrie) ; XVI, d'or à la fasce échiquettée d'argent et de gueules de trois tires (de La Marck) ; XVII, parti de gueules à un colonne d'argent surmonté d'une couronne d'or (de Römhild) et d'or, à une poule de sable, crêtée, becquée et membrée de gueules, posée sur un mont de sinople, issant de la pointe de l'écu (de Henneberg (de)) ; XVIII, d'argent, à trois chevrons de gueules (de Ravensberg). |
|        | Ernest Ier (1784 † 1844), Duc de Saxe-Cobourg-Saalfeld (1806–1826) puis Duc de Saxe-Cobourg-Gotha (1826-1844), Armes moyennes : Écartelé : I, d'azur au lion burelé d'argent et de gueules, couronné d'or (de Thuringe) ; II, d'or, au lion de sable, armé et lampassé de gueules (de Misnie) ; III, d'or, à une poule de sable, crêtée, becquée et membrée de gueules, posée sur un mont de sinople, issant de la pointe de l'écu (de Henneberg (de)) ; IV, de sable, au lion d'or, armé, lampassé et couronné de gueules (de Vogtland) ; sur-le-tout burelé de sable et d'or, au crancelin de sinople, brochant en bande sur le tout (de Saxe). Grandes armes : Parti de trois, coupé de cinq, les quatre quartiers en pointe partis de deux, formant ainsi 23 quartiers : I, d'or, au lion de sable, armé et lampassé de gueules (de Misnie) ; II, de gueules, à l'écusson d'argent, aux rais d'escarboucle d'or, brochantes sur le tout (de Clèves) ; III, d'argent, au lion de gueules, armé et lampassé d'azur et couronné d'or (de Berg) ; IV, de gueules à trois cœurs d'or ; V, de gueules, au cheval cabré d'argent, harnaché d'or (de Westphalie) ; VI, de sable, au lion d'or, armé, lampassé et couronné de gueules (de Vogtland) ; VII, d'azur au lion burelé d'argent et de gueules, couronné d'or (de Thuringe) ; VIII, d'or, au lion de sable, armé et lampassé de gueules (de Juliers) ; IX, parti, a, d'or, à une poule de sable, crêtée, becquée et membrée de gueules, posée sur un mont de sinople, issant de la pointe de l'écu (de Henneberg (de)) ; b, de gueules à un colonne d'argent sumonté d'une couronne d'or (de Römhild) ; X, coupé d'argent et d'azur au lion de l'un et l'autre, armé, lampassé et couronné d'or ; XI, d'azur, à l'aigle d'or (du Palatinat de Saxe) ; XII, de sable, à l'aigle d'or (du Palatinat de Thuringe) ; XIII, d'or, à deux pals d'azur (de Landsberg) ; XIV, d'argent à trois bouterolles de gueules (d'Angrie) ; XV, d'or, semé de cœurs de gueules, au lion de sable, armé, lampassé et couronné du deuxième, brochant sur-le-tout (d'Orlamünde) ; XVI, d'azur, au lion coupé d'or et d'argent (de Pleissen (de)) ; XVII, d'argent, à la rose de gueules, boutonnée d'or et pointée de sinople (d'Altenbourg) ; XVIII, d'argent, à trois fasces d'azur (d'Eisenberg) ; XIX, d'or à la fasce échiquettée d'argent et de gueules de trois tires (de La Marck) ; XX, d'argent, à trois chevrons de gueules (de Ravensberg) ; XXI, d'or à un corbeau contourné de sable, tenant en son bec un anneau d'or, posé sur une barre cousue d'argent ; XXII, d'azur à un lion contourné d'argent armé et lampassé de gueules ; XXIII, de gueules plain (du Droit de régale) ; en forme de sur-le-tout, brochant sur les quartiers V, VI, IX et X, burelé de sable et d'or, au crancelin de sinople, brochant en bande sur le tout (de Saxe). |

### Rameau anglais de Saxe-Cobourg-Gotha
| Figure | Intitulé et blasonnement |
| ------ | --- |
|        | Francis Albert Auguste Charles Emmanuel de Saxe-Cobourg-Gotha (1819 † 1861), prince de Saxe-Cobourg et Gotha et Duc en Saxe, prince consort de Grande-Bretagne et d'Irlande après son mariage avec la reine Victoria, chevalier de la Jarretière (1839), Écartelé : I et IV contre-écartelé, 1 et 4 de gueules à trois léopards d'or armés et lampassés d'azur (d'Angleterre) ; 2 d'or, au lion de gueules, au double trescheur fleuronné et contre-fleuronné du même (d'Écosse) ; 3 d'azur, à la harpe d'or, cordée d'argent (d'Irlande) ; au lambel à trois pendants d'argent brochant, celui en cœur chargé d'une croix de gueules (dite de Saint Georges ; II et III burelés de dix pièces de sable et d'or au crancelin de sinople, brochant en bande sur le tout (de Saxe). Le même, chevalier de l'ordre de la Jarretière. |

#### La lignée royale
| Figure | Intitulé et blasonnement |
| ------ | --- |
|        | Albert-Édouard (1841 † 1910), prince de Galles (1841-1901), duc de Cornouailles et de Rothesay, comte de Chester et de Carrick, baron Renfrew, lord des Îles et prince et grand sénéchal d'Écosse duc de Saxe-Coburg-Gotha, comte de Dublin, chevalier de la Jarretière et chevalier du Chardon, puis roi du Royaume-Uni de Grande-Bretagne et d'Irlande, roi des royaumes du Commonwealth, et empereur des Indes sous le nom d'Édouard VII, Écartelé : I et IV de gueules à trois léopards d'or armés et lampassés d'azur (d'Angleterre) ; II d'or, au lion de gueules, au double trescheur fleuronné et contre-fleuronné du même (d'Écosse) ; III d'azur, à la harpe d'or, cordée d'argent (d'Irlande) ; au lambel à trois pendants d'argent brochant ; sur-le-tout burelé de dix pièces de sable et d'or au crancelin de sinople, brochant en bande sur le tout (de Saxe). Le même, Roi du Royaume-Uni de Grande-Bretagne et d'Irlande, roi des royaumes du Commonwealth, et empereur des Indes. - Ses enfants : - Albert Victor Christian Édouard (1864 † 1892), duc de Clarence et Avondale, chevalier royal du Nobilissime ordre de la Jarretière, chevalier de l’Illustrissime ordre de Saint-Patrick, Écartelé : I et IV de gueules à trois léopards d'or armés et lampassés d'azur (d'Angleterre) ; II d'or, au lion de gueules, au double trescheur fleuronné et contre-fleuronné du même (d'Écosse) ; III d'azur, à la harpe d'or, cordée d'argent (d'Irlande) ; au lambel à trois pendants d'argent brochant, celui en cœur chargé d'une croix de gueules (dite de Saint Georges) ; sur-le-tout burelé de dix pièces de sable et d'or au crancelin de sinople, brochant en bande sur le tout (de Saxe). - - Louise Victoria Alexandra Dagmar (1867 † 1931), duchesse de Fife, épouse du 6e comte de Fife, Écartelé : I et IV de gueules à trois léopards d'or armés et lampassés d'azur (d'Angleterre) ; II d'or, au lion de gueules, au double trescheur fleuronné et contre-fleuronné du même (d'Écosse) ; III d'azur, à la harpe d'or, cordée d'argent (d'Irlande) ; au lambel à cinq pendants d'argent brochant, ceux en cœur, à dextre et sénestre chargés d'une croix de gueules (dite de Saint Georges), les autres chargés d'un chardon au naturel ; sur-le-tout burelé de dix pièces de sable et d'or au crancelin de sinople, brochant en bande sur le tout (de Saxe). - - Victoria Alexandra Olga Mary (1868 † 1935), Écartelé : I et IV de gueules à trois léopards d'or armés et lampassés d'azur (d'Angleterre) ; II d'or, au lion de gueules, au double trescheur fleuronné et contre-fleuronné du même (d'Écosse) ; III d'azur, à la harpe d'or, cordée d'argent (d'Irlande) ; au lambel à cinq pendants d'argent brochant, ceux en cœur, à dextre et sénestre chargés d'une rose de gueules, les autres chargés d'une croix de gueules (dite de Saint Georges) ; sur-le-tout burelé de dix pièces de sable et d'or au crancelin de sinople, brochant en bande sur le tout (de Saxe). - - Maud Charlotte Mary Victoria (1869 † 1938), reine de Norvège, épouse du prince Carl de Danemark, futur Haakon VII de Norvège, Écartelé : I et IV de gueules à trois léopards d'or armés et lampassés d'azur (d'Angleterre) ; II d'or, au lion de gueules, au double trescheur fleuronné et contre-fleuronné du même (d'Écosse) ; III d'azur, à la harpe d'or, cordée d'argent (d'Irlande) ; au lambel à cinq pendants d'argent brochant, ceux en cœur, à dextre et sénestre chargés d'un cœur de gueules, les autres chargés d'une croix de gueules (dite de Saint Georges) ; sur-le-tout burelé de dix pièces de sable et d'or au crancelin de sinople, brochant en bande sur le tout (de Saxe). |

#### LaMaison de Windsor
En 1917, pendant la Première Guerre mondiale, le sentiment anti-allemand parmi la population conduisit la famille royale britannique à changer ses titres et son nom de famille allemand pour des titres et des noms à consonance anglaise.
La maison et la famille royale furent ainsi renommées Windsor par un décret en conseil du roi George V.
Ainsi disparut l'écusson saxon des armoiries de la famille.
| Figure | Intitulé et blasonnement |
| ------ | --- |
|        | George Fréderic Ernest Albert (1841 † 1936), Duc d'York, comte d'Inverness et baron Killarney, duc de Cornouailles et duc de Rothesay, puis Prince de Galles et comte de Chester (1901-1910), puis Roi du Royaume-Uni de Grande-Bretagne et d’Irlande (1910-1927), puis Roi du Royaume-Uni de Grande-Bretagne et d’Irlande du Nord et Roi de l’Irlande (1927-1936), Empereur des Indes (1910-1936), puis Roi du Canada, Roi de l’Afrique du Sud, Roi de l’Australie, Roi de la Nouvelle-Zélande (1931-1936) sous le nom de George V, Le même, avant 1892 : Écartelé : I et IV de gueules à trois léopards d'or armés et lampassés d'azur (d'Angleterre) ; II d'or, au lion de gueules, au double trescheur fleuronné et contre-fleuronné du même (d'Écosse) ; III d'azur, à la harpe d'or, cordée d'argent (d'Irlande) ; au lambel à cinq pendants d'argent brochant ; sur-le-tout burelé de dix pièces de sable et d'or au crancelin de sinople, brochant en bande sur le tout (de Saxe). Le même, duc d'York, comte d'Inverness et baron Killarney, Écartelé : I et IV de gueules à trois léopards d'or armés et lampassés d'azur (d'Angleterre) ; II d'or, au lion de gueules, au double trescheur fleuronné et contre-fleuronné du même (d'Écosse) ; III d'azur, à la harpe d'or, cordée d'argent (d'Irlande) ; au lambel à trois pendants d'argent brochant, celui en cœur chargé d'une ancre d'azur ; sur-le-tout burelé de dix pièces de sable et d'or au crancelin de sinople, brochant en bande sur le tout (de Saxe). Le même, Prince de Galles et comte de Chester (1901-1910), Écartelé : I et IV de gueules à trois léopards d'or armés et lampassés d'azur (d'Angleterre) ; II d'or, au lion de gueules, au double trescheur fleuronné et contre-fleuronné du même (d'Écosse) ; III d'azur, à la harpe d'or, cordée d'argent (d'Irlande) ; au lambel à trois pendants d'argent brochant ; sur-le-tout burelé de dix pièces de sable et d'or au crancelin de sinople, brochant en bande sur le tout (de Saxe). Le même, Roi du Royaume-Uni de Grande-Bretagne et d'Irlande, roi des royaumes du Commonwealth, et empereur des Indes. - Ses enfants : - Victoria Alexandra Alice Mary (1897 † 1965), vicomtesse Lascelles, puis (1929), comtesse de Harewood (en), épouse de Henry Lascelles (1882 † 1947), 6e comte de Harewood (en), Écartelé : I et IV de gueules à trois léopards d'or armés et lampassés d'azur (d'Angleterre) ; II d'or, au lion de gueules, au double trescheur fleuronné et contre-fleuronné du même (d'Écosse) ; III d'azur, à la harpe d'or, cordée d'argent (d'Irlande) ; au lambel à trois pendants d'argent brochant chargés d'un cœur de gueules, les autres chargés d'une croix de gueules (dite de Saint Georges). - - Henry William Frederick Albert (1900 † 1974), comte d'Ulster et duc de Gloucester, Écartelé : I et IV de gueules à trois léopards d'or armés et lampassés d'azur (d'Angleterre) ; II d'or, au lion de gueules, au double trescheur fleuronné et contre-fleuronné du même (d'Écosse) ; III d'azur, à la harpe d'or, cordée d'argent (d'Irlande) ; au lambel à trois pendants d'argent brochant, celui en cœur chargé d'un léopard de gueules, les autres chargés d'une croix de gueules (dite « de Saint Georges »). - - - William de Gloucester (1941 † 1972) Écartelé : I et IV de gueules à trois léopards d'or armés et lampassés d'azur (d'Angleterre) ; II d'or, au lion de gueules, au double trescheur fleuronné et contre-fleuronné du même (d'Écosse) ; III d'azur, à la harpe d'or, cordée d'argent (d'Irlande) ; au lambel à cinq pendants d'argent brochant, ceux en cœur, à dextre et sénestre chargés d'un léopard de gueules, les autres chargés d'une croix de gueules (dite « de Saint Georges »),. - - - 'Richard Alexander Walter George (né en 1944, comte d'Ulster et 2e duc de Gloucester, Écartelé : I et IV de gueules à trois léopards d'or armés et lampassés d'azur (d'Angleterre) ; II d'or, au lion de gueules, au double trescheur fleuronné et contre-fleuronné du même (d'Écosse) ; III d'azur, à la harpe d'or, cordée d'argent (d'Irlande) ; au lambel à cinq pendants d'argent brochant, ceux en cœur, à dextre et sénestre chargés d'une croix de gueules (dite « de Saint Georges »), les autres chargés d'un léopard de gueules,. - - George Edward Alexander Edmund (1902 † 1942), duc de Kent, Écartelé : I et IV de gueules à trois léopards d'or armés et lampassés d'azur (d'Angleterre) ; II d'or, au lion de gueules, au double trescheur fleuronné et contre-fleuronné du même (d'Écosse) ; III d'azur, à la harpe d'or, cordée d'argent (d'Irlande) ; au lambel à trois pendants d'argent brochant, chacun chargé d'une ancre d'azur. - - - Edward George Nicholas Patrick Paul (né en 1935), 2e duc de Kent, Écartelé : I et IV de gueules à trois léopards d'or armés et lampassés d'azur (d'Angleterre) ; II d'or, au lion de gueules, au double trescheur fleuronné et contre-fleuronné du même (d'Écosse) ; III d'azur, à la harpe d'or, cordée d'argent (d'Irlande) ; au lambel à cinq pendants d'argent brochant, ceux en cœur, à dextre et sénestre chargés d'une ancre d'azur, les autres chargés d'une croix de gueules (dite « de Saint Georges »). - - - Alexandra Helen Elizabeth Olga Christabel de Kent (née en 1936), l'Honorable Lady Ogilvy, Écartelé : I et IV de gueules à trois léopards d'or armés et lampassés d'azur (d'Angleterre) ; II d'or, au lion de gueules, au double trescheur fleuronné et contre-fleuronné du même (d'Écosse) ; III d'azur, à la harpe d'or, cordée d'argent (d'Irlande) ; au lambel à cinq pendants d'argent brochant, celui en cœur chargé d'une croix de gueules (dite « de Saint Georges »), ceux à dextre et sénestre chargés d'un cœur de gueules, les autres chargés d'une ancre d'azur. - - - Michael George Charles Franklin de Kent (né en 1942), Écartelé : I et IV de gueules à trois léopards d'or armés et lampassés d'azur (d'Angleterre) ; II d'or, au lion de gueules, au double trescheur fleuronné et contre-fleuronné du même (d'Écosse) ; III d'azur, à la harpe d'or, cordée d'argent (d'Irlande) ; au lambel à cinq pendants d'argent brochant, ceux en cœur, à dextre et sénestre chargés d'une croix de gueules (dite de Saint Georges), les autres chargés d'une ancre d'azur. |
|        | Édouard Albert Christian Georges André Patrice David (1894 † 1972), Prince de Galles et comte de Chester, puis Roi du Royaume-Uni de Grande-Bretagne et d'Irlande, roi des royaumes du Commonwealth, et empereur des Indes sous le nom de Édouard VIII (abdique), puis Duc de Windsor, Prince de Galles en 1911 : Écartelé : I et IV de gueules à trois léopards d'or armés et lampassés d'azur (d'Angleterre) ; II d'or, au lion de gueules, au double trescheur fleuronné et contre-fleuronné du même (d'Écosse) ; III d'azur, à la harpe d'or, cordée d'argent (d'Irlande) ; au lambel à trois pendants d'argent brochant ; sur-le-tout burelé de dix pièces de sable et d'or au crancelin de sinople, brochant en bande sur le tout (de Saxe). Prince de Galles en 1917 : Écartelé, en I et IV de gueules aux trois léopards d'or, en II d'or, au lion de gueules, au double trescheur fleuronné et contre-fleuronné du même et en III d'azur, à la harpe d'or, cordée d'argent, un lambel d'argent brochant sur la partition ; sur le tout, écartelé d'or et de gueules, à quatre lions de l'un à l'autre armés et lampassés d'azur, et sumonté de la couronne de Prince de Galles Le même, Roi du Royaume-Uni de Grande-Bretagne et d'Irlande, roi des royaumes du Commonwealth, et dernier empereur des Indes, Écartelé : I et IV de gueules à trois léopards d'or armés et lampassés d'azur (d'Angleterre) ; II d'or, au lion de gueules, au double trescheur fleuronné et contre-fleuronné du même (d'Écosse) ; III d'azur, à la harpe d'or, cordée d'argent (d'Irlande). Le même, Duc de Windsor, Écartelé : I et IV de gueules à trois léopards d'or armés et lampassés d'azur (d'Angleterre) ; II d'or, au lion de gueules, au double trescheur fleuronné et contre-fleuronné du même (d'Écosse) ; III d'azur, à la harpe d'or, cordée d'argent (d'Irlande) ; au lambel à trois pendants d'argent brochant, chargé en cœur d'une couronne de Saint-Édouard. |
|        | Albert Frederick Arthur George (1894 † 1947), duc d'York, comte d'Inverness, et baron Killarney, puis Roi du Royaume-Uni de Grande-Bretagne et d'Irlande, roi des royaumes du Commonwealth, et empereur des Indes sous le nom de George VI, Duc d'York, comte d'Inverness, et baron Killarney : Écartelé : I et IV de gueules à trois léopards d'or armés et lampassés d'azur (d'Angleterre) ; II d'or, au lion de gueules, au double trescheur fleuronné et contre-fleuronné du même (d'Écosse) ; III d'azur, à la harpe d'or, cordée d'argent (d'Irlande) ; au lambel à trois pendants d'argent brochant, chargé en cœur d'une ancre d'azur. Le même, roi du Royaume-Uni de Grande-Bretagne et d'Irlande, roi des royaumes du Commonwealth, dernier roi d'Irlande et dernier empereur des Indes, - Ses enfants : - Margaret Rose (1930 † 2002), comtesse de Snowdon et vicomtesse Linley, épouse du comte de Snowdon (né en 1930), Lord Snowdon, 1er comte de Snowdon, princesse royale, Écartelé : I et IV de gueules à trois léopards d'or armés et lampassés d'azur (d'Angleterre) ; II d'or, au lion de gueules, au double trescheur fleuronné et contre-fleuronné du même (d'Écosse) ; III d'azur, à la harpe d'or, cordée d'argent (d'Irlande) ; au lambel à trois pendants d'argent brochant, celui en cœur chargé d'un chardon au naturel, ceux à dextre et sénestre chargés d'une rose Tudor. |
|        | Elizabeth Alexandra Mary (née en 1926), Reine du Royaume-Uni de Grande-Bretagne et d'Irlande du Nord, Reine des royaumes du Commonwealth, sous le nom de Élisabeth II, Princesse héritière : Écartelé : I et IV de gueules à trois léopards d'or armés et lampassés d'azur (d'Angleterre) ; II d'or, au lion de gueules, au double trescheur fleuronné et contre-fleuronné du même (d'Écosse) ; III d'azur, à la harpe d'or, cordée d'argent (d'Irlande) ; au lambel à trois pendants d'argent brochant, chargé en cœur d'une Rose Tudor, les deux autres chargés d'une croix de gueules (dite de Saint Georges). La même, Reine du Royaume-Uni de Grande-Bretagne et d'Irlande du Nord, Reine des royaumes du Commonwealth, chef du Commonwealth des nations, chef (Lord High Admiral) de l'Amirauté britannique, gouverneur suprême de l’Église d’Angleterre, seigneur de Man, Duc de Normandie (régnant sur les îles Anglo-Normandes) et le chef suprême des Fidji, En avril 1952, deux mois après son accession, la reine Élisabeth II déclara au cabinet sa « volonté et plaisir que moi et mes enfants seront appelés et connus comme la maison et la famille de Windsor, et que mes descendants qui épousent et leurs descendants, porteront le nom de Windsor. » - Ses enfants : |

#### Les autres enfants deAlbert de Saxe-Cobourg-GothaetVictoriaIre
| Figure | Intitulé et blasonnement |
| ------ | --- |
|        | Victoria Adelaide Mary Louise (1840 † 1901), princesse royale britannique, impératrice allemande et reine de Prusse, épouse du prince Frédéric-Guillaume de Prusse, futur Frédéric III d'Allemagne, Écartelé : I et IV de gueules à trois léopards d'or armés et lampassés d'azur (d'Angleterre) ; II d'or, au lion de gueules, au double trescheur fleuronné et contre-fleuronné du même (d'Écosse) ; III d'azur, à la harpe d'or, cordée d'argent (d'Irlande) ; au lambel à trois pendants d'argent brochant, celui en cœur chargé d'une rose de gueules (dite de Saint Georges), les deux autres chargés d'une croix de gueules ; sur-le-tout burelé de dix pièces de sable et d'or au crancelin de sinople, brochant en bande sur le tout (de Saxe). |
|        | Alice Maud Mary (1843 † 1878), princesse royale britannique, grande-duchesse de Hesse et du Rhin, épouse du futur grand-duc Louis IV de Hesse, Écartelé : I et IV de gueules à trois léopards d'or armés et lampassés d'azur (d'Angleterre) ; II d'or, au lion de gueules, au double trescheur fleuronné et contre-fleuronné du même (d'Écosse) ; III d'azur, à la harpe d'or, cordée d'argent (d'Irlande) ; au lambel à trois pendants d'argent brochant, celui en cœur chargé d'une rose de gueules (dite de Saint Georges), les deux autres chargés d'une moucheture d'hermine de sable ; sur-le-tout burelé de dix pièces de sable et d'or au crancelin de sinople, brochant en bande sur le tout (de Saxe). |
|        | Alfred (1844 † 1900), Duc d'Édimbourg puis Duc Saxe-Cobourg et Gotha, Écartelé : I et IV de gueules à trois léopards d'or armés et lampassés d'azur (d'Angleterre) ; II d'or, au lion de gueules, au double trescheur fleuronné et contre-fleuronné du même (d'Écosse) ; III d'azur, à la harpe d'or, cordée d'argent (d'Irlande) ; au lambel à trois pendants d'argent brochant, celui en cœur chargé d'une croix de gueules (dite de Saint Georges), les deux autres chargés d'une ancre d'azur ; sur-le-tout burelé de dix pièces de sable et d'or au crancelin de sinople, brochant en bande sur le tout (de Saxe). Le même (armes utilisées en Saxe), Burelé de dix pièces de sable et d'or au crancelin de sinople, brochant en bande sur le tout (de Saxe) ; sur-le-tout écartelé, I et IV de gueules à trois léopards d'or armés et lampassés d'azur (d'Angleterre) ; II d'or, au lion de gueules, au double trescheur fleuronné et contre-fleuronné du même (d'Écosse) ; III d'azur, à la harpe d'or, cordée d'argent (d'Irlande) ; au lambel à trois pendants d'argent brochant, celui en cœur chargé d'une croix de gueules (dite de Saint Georges). - Ses enfants : - Alfred (1874 † 1899), Écartelé : I et IV de gueules à trois léopards d'or armés et lampassés d'azur (d'Angleterre) ; II d'or, au lion de gueules, au double trescheur fleuronné et contre-fleuronné du même (d'Écosse) ; III d'azur, à la harpe d'or, cordée d'argent (d'Irlande) ; au lambel à cinq pendants d'argent brochant, ceux en cœur, à dextre et sénestre chargés d'une croix de gueules (dite de Saint Georges), les autres chargés d'une ancre d'azur ; sur-le-tout burelé de dix pièces de sable et d'or au crancelin de sinople, brochant en bande sur le tout (de Saxe). - - Marie Alexandra Victoria (1875 † 1938), Reine consort de Roumanie, Écartelé : I et IV de gueules à trois léopards d'or armés et lampassés d'azur (d'Angleterre) ; II d'or, au lion de gueules, au double trescheur fleuronné et contre-fleuronné du même (d'Écosse) ; III d'azur, à la harpe d'or, cordée d'argent (d'Irlande) ; au lambel à cinq pendants d'argent brochant, celui en cœur chargé d'une croix de gueules (dite de Saint Georges), ceux à dextre et sénestre chargés d'une ancre d'azur, les deux autres chargés d'une rose de gueules ; sur-le-tout burelé de dix pièces de sable et d'or au crancelin de sinople, brochant en bande sur le tout (de Saxe). - - Victoria Mélita (1876 † 1936), grande-duchesse de Russie, épouse du grand-duc Ernest-Louis de Hesse-Darmstadt, puis du grand-duc de Russie Kyrill Vladimirovitch, Écartelé : I et IV de gueules à trois léopards d'or armés et lampassés d'azur (d'Angleterre) ; II d'or, au lion de gueules, au double trescheur fleuronné et contre-fleuronné du même (d'Écosse) ; III d'azur, à la harpe d'or, cordée d'argent (d'Irlande) ; au lambel à cinq pendants d'argent brochant, celui en cœur chargé d'une croix de gueules (dite de Saint Georges), ceux à dextre et sénestre chargés d'un cœur aussi de gueules, les deux autres chargés d'une ancre d'azur ; sur-le-tout burelé de dix pièces de sable et d'or au crancelin de sinople, brochant en bande sur le tout (de Saxe). - - Alexandra Louise Olga Victoria (1878 † 1942), princesse royale britannique et princesse de Saxe-Cobourg-Gotha, épouse du prince Ernest de Hohenlohe-Langenburg (1863 † 1950), Écartelé : I et IV de gueules à trois léopards d'or armés et lampassés d'azur (d'Angleterre) ; II d'or, au lion de gueules, au double trescheur fleuronné et contre-fleuronné du même (d'Écosse) ; III d'azur, à la harpe d'or, cordée d'argent (d'Irlande) ; au lambel à cinq pendants d'argent brochant, celui en cœur chargé d'une croix de gueules (dite de Saint Georges), ceux à dextre et sénestre chargés d'une fleur-de-lys d'azur, les deux autres chargés d'une ancre aussi d'azur ; sur-le-tout burelé de dix pièces de sable et d'or au crancelin de sinople, brochant en bande sur le tout (de Saxe). - - Béatrice (1884 † 1966), princesse royale britannique et princesse de Saxe-Cobourg-Gotha, Infante d’Espagne et duchesse de Galliera, épouse de Alphonse d’Orléans (1886 † 1975), duc de Galliera, Écartelé : I et IV de gueules à trois léopards d'or armés et lampassés d'azur (d'Angleterre) ; II d'or, au lion de gueules, au double trescheur fleuronné et contre-fleuronné du même (d'Écosse) ; III d'azur, à la harpe d'or, cordée d'argent (d'Irlande) ; au lambel à cinq pendants d'argent brochant, celui en cœur chargé d'une croix de gueules (dite de Saint Georges), les autres chargés d'une ancre d'azur ; sur-le-tout burelé de dix pièces de sable et d'or au crancelin de sinople, brochant en bande sur le tout (de Saxe). |
|        | Helena Augusta Victoria (1846 † 1923), princesse royale britannique, princesse de Holstein-Sonderbourg-Augustenbourg, épouse de Christian de Holstein-Sonderbourg-Augustenbourg, Écartelé : I et IV de gueules à trois léopards d'or armés et lampassés d'azur (d'Angleterre) ; II d'or, au lion de gueules, au double trescheur fleuronné et contre-fleuronné du même (d'Écosse) ; III d'azur, à la harpe d'or, cordée d'argent (d'Irlande) ; au lambel à trois pendants d'argent brochant, celui en cœur chargé d'une croix de gueules (dite de Saint Georges), les deux autres chargés d'une rose de gueules ; sur-le-tout burelé de dix pièces de sable et d'or au crancelin de sinople, brochant en bande sur le tout (de Saxe). |
|        | Louise Caroline Alberta (1848 † 1939), princesse royale britannique, duchesse d'Argyll, épouse de John Douglas Sutherland Campbell (1845 † 1914), marquis de Lorne, futur 9e duc d'Argyll, Écartelé : I et IV de gueules à trois léopards d'or armés et lampassés d'azur (d'Angleterre) ; II d'or, au lion de gueules, au double trescheur fleuronné et contre-fleuronné du même (d'Écosse) ; III d'azur, à la harpe d'or, cordée d'argent (d'Irlande) ; au lambel à trois pendants d'argent brochant, celui en cœur chargé d'une rose de gueules (dite de Saint Georges), les deux autres chargés d'un canton de gueules ; sur-le-tout burelé de dix pièces de sable et d'or au crancelin de sinople, brochant en bande sur le tout (de Saxe). |
|        | Arthur du Royaume-Uni (1850-1942), 1er duc de Connaught et Strathearn, dixième gouverneur général du Canada, Écartelé : I et IV de gueules à trois léopards d'or armés et lampassés d'azur (d'Angleterre) ; II d'or, au lion de gueules, au double trescheur fleuronné et contre-fleuronné du même (d'Écosse) ; III d'azur, à la harpe d'or, cordée d'argent (d'Irlande) ; au lambel à trois pendants d'argent brochant, celui en cœur chargé d'une croix de gueules (dite de Saint Georges), les deux autres chargés d'une fleur-de-lys d'azur ; sur-le-tout burelé de dix pièces de sable et d'or au crancelin de sinople, brochant en bande sur le tout (de Saxe). - Ses enfants : - Margaret Victoria Charlotte Augusta Norah (1882 † 1920), princesse de Suède, duchesse de Scanie, puis princesse héritière de Suède, épouse du prince héritier Gustaf-Adolf, futur Gustave VI Adolphe de Suède, Écartelé : I et IV de gueules à trois léopards d'or armés et lampassés d'azur (d'Angleterre) ; II d'or, au lion de gueules, au double trescheur fleuronné et contre-fleuronné du même (d'Écosse) ; III d'azur, à la harpe d'or, cordée d'argent (d'Irlande) ; au lambel à cinq pendants d'argent brochant, celui en cœur chargé d'une croix de gueules (dite de Saint Georges), ceux à dextre et sénestre chargés d'une fleur-de-lys d'azur, les autres chargés d'un trèfles de sinople ; sur-le-tout burelé de dix pièces de sable et d'or au crancelin de sinople, brochant en bande sur le tout (de Saxe). - - Arthur Frederick Patrick Albert (1883 † 1938), Écartelé : I et IV de gueules à trois léopards d'or armés et lampassés d'azur (d'Angleterre) ; II d'or, au lion de gueules, au double trescheur fleuronné et contre-fleuronné du même (d'Écosse) ; III d'azur, à la harpe d'or, cordée d'argent (d'Irlande) ; au lambel à cinq pendants d'argent brochant, ceux en cœur, à dextre et sénestre chargés d'une croix de gueules (dite de Saint Georges), les autres chargés d'une fleur-de-lys d'azur ; sur-le-tout burelé de dix pièces de sable et d'or au crancelin de sinople, brochant en bande sur le tout (de Saxe). - - - Alastair Arthur (1914 † 1943), 2e Duc de Connaught et de Strathearn, fils du précédent, Écartelé : I et IV contre-écartelé, 1 et 4 de gueules à trois léopards d'or armés et lampassés d'azur (d'Angleterre), 2 d'or, au lion de gueules, au double trescheur fleuronné et contre-fleuronné du même (d'Écosse), 3 d'azur, à la harpe d'or, cordée d'argent (d'Irlande), au lambel à trois pendants d'argent brochant, celui en cœur chargé d'une croix de gueules (dite de Saint Georges), les deux autres chargés d'une fleur-de-lys d'azur ; sur-le-tout burelé de dix pièces de sable et d'or au crancelin de sinople, brochant en bande sur le tout (de Saxe) ; II, d'or, au lion de gueules, armé et lampassé d'azur (de Fife) ; III, de sinople à une fasce vivrée d'hermine, accompagnée en chef d'un rencontre de cerf d'or et en pointe de deux coquilles du même, à la bordure échiquetée du dernier et du premier (de Duff). - - Victoria Patricia (1886 † 1974), lady Ramsay, épouse de Sir Alexander Ramsay, Écartelé : I et IV de gueules à trois léopards d'or armés et lampassés d'azur (d'Angleterre) ; II d'or, au lion de gueules, au double trescheur fleuronné et contre-fleuronné du même (d'Écosse) ; III d'azur, à la harpe d'or, cordée d'argent (d'Irlande) ; au lambel à cinq pendants d'argent brochant, ceux à dextre et sénèstre chargés d'une croix de gueules (dite de Saint Georges), les autres chargés d'une fleur-de-lys d'azur ; sur-le-tout burelé de dix pièces de sable et d'or au crancelin de sinople, brochant en bande sur le tout (de Saxe). |
|        | Leopold George Duncan Albert (1853 † 1884), comte de Clarence et duc d'Albany, Écartelé : I et IV de gueules à trois léopards d'or armés et lampassés d'azur (d'Angleterre) ; II d'or, au lion de gueules, au double trescheur fleuronné et contre-fleuronné du même (d'Écosse) ; III d'azur, à la harpe d'or, cordée d'argent (d'Irlande) ; au lambel à trois pendants d'argent brochant, celui en cœur chargé d'une croix de gueules (dite de Saint Georges), les deux autres chargés d'un cœur de gueules ; sur-le-tout burelé de dix pièces de sable et d'or au crancelin de sinople, brochant en bande sur le tout (de Saxe). - Ses enfants : - Alice Mary Victoria Augusta Pauline (1883 † 1981), comtesse d'Athlone, épouse du prince Alexander de Teck, Écartelé : I et IV de gueules à trois léopards d'or armés et lampassés d'azur (d'Angleterre) ; II d'or, au lion de gueules, au double trescheur fleuronné et contre-fleuronné du même (d'Écosse) ; III d'azur, à la harpe d'or, cordée d'argent (d'Irlande) ; au lambel à cinq pendants d'argent brochant, celui en cœur chargé d'une croix de gueules (dite de Saint Georges), les autres chargés d'un cœur de gueules ; sur-le-tout burelé de dix pièces de sable et d'or au crancelin de sinople, brochant en bande sur le tout (de Saxe). - - Charles-Édouard (1884 † 1954), 2e duc d'Albany, comte de Clarence et baron Arklow, Duc de Saxe-Cobourg et Gotha, Écartelé : I, d'azur au lion burelé d'argent et de gueules, couronné d'or (de Thuringe) ; II, d'or, au lion de sable, armé et lampassé de gueules (de Misnie) ; III, d'or, à une poule de sable, crêtée, becquée et membrée de gueules, posée sur un mont de sinople, issant de la pointe de l'écu (de Henneberg (de)) ; IV, de sable, au lion d'or, armé, lampassé et couronné de gueules (de Vogtland) ; sur-le-tout burelé de sable et d'or, au crancelin de sinople, brochant en bande sur le tout (de Saxe) ; au lambel à trois pendants d'argent brochant, celui en cœur chargé d'une croix de gueules (dite de Saint Georges), les deux autres chargés d'un cœur de gueules. Le même (armes personales), Burelé de dix pièces de sable et d'or au crancelin de sinople, brochant en bande sur le tout (de Saxe) ; sur-le-tout écartelé, I et IV de gueules à trois léopards d'or armés et lampassés d'azur (d'Angleterre) ; II d'or, au lion de gueules, au double trescheur fleuronné et contre-fleuronné du même (d'Écosse) ; III d'azur, à la harpe d'or, cordée d'argent (d'Irlande) ; au lambel à trois pendants d'argent brochant, celui en cœur chargé d'une croix de gueules (dite de Saint Georges). |
|        | Beatrice Mary Victoria Feodore (1857 † 1944), princesse royale britannique, princesse de Battenberg, épousa du prince Henry de Battenberg, Écartelé : I et IV de gueules à trois léopards d'or armés et lampassés d'azur (d'Angleterre) ; II d'or, au lion de gueules, au double trescheur fleuronné et contre-fleuronné du même (d'Écosse) ; III d'azur, à la harpe d'or, cordée d'argent (d'Irlande) ; au lambel à trois pendants d'argent brochant, celui en cœur chargé d'un cœur de gueules (dite de Saint Georges), les deux autres chargés d'une rose de gueules ; sur-le-tout burelé de dix pièces de sable et d'or au crancelin de sinople, brochant en bande sur le tout (de Saxe). |

### Rameau belge de Saxe-Cobourg-Gotha
| Figure | Intitulé et blasonnement |
| ------ | --- |
|        | Leopold Georg Christian Friedrich de Saxe-Cobourg-Saalfeld (1790 † 1865), Prince de Saxe-Cobourg et Gotha et Duc en Saxe, 1er roi des Belges, élu en 1831, sous le nom de Léopold Ier, Il existe plusieurs variantes des armoiries de Léopold Ier avant que celles-ci ne se fixent au cours de son règne : Variante 1 : Écartelé : I et IV contre-écartelé, 1 et 4 de gueules à trois léopards d'or armés et lampassés d'azur (d'Angleterre) ; 2 d'or, au lion de gueules, au double trescheur fleuronné et contre-fleuronné du même (d'Écosse) ; 3 d'azur, à la harpe d'or, cordée d'argent (d'Irlande) ; sur-le-tout tiercé en pairle renversé de 1, de gueules, à deux léopards d'or (de Brunswick) ; 2, d'or, semé de cœurs de gueules, au lion d'azur, armé et lampassé du deuxième, brochant sur le tout (de Lunebourg) ; 3, de gueules, au cheval cabré d'argent, harnaché d'or (de Westphalie) (Basse-Saxe) ; au lambel à cinq pendants d'argent, le pendant du milieu chargé d'une rose de gueules ; II et III, burelés de dix pièces de sable et d'or au crancelin de sinople, brochant en bande sur le tout (de Saxe) ; sur-le-tout de l'écartelé, de sable, au lion d'or, armé et lampassé de gueules (de Belgique, qui est en fait une reprise du Duché de Brabant), couronné d'or au bonnet de gueules. Variante 2 : Écartelé : I, contre-écartelé, 1 et 4 de gueules à trois léopards d'or armés et lampassés d'azur (d'Angleterre) ; 2 d'or, au lion de gueules, au double trescheur fleuronné et contre-fleuronné du même (d'Écosse) ; 3 d'azur, à la harpe d'or, cordée d'argent (d'Irlande) ; au lambel d'argent ; II et III, burelés de dix pièces de sable et d'or au crancelin de sinople, brochant en bande sur le tout (de Saxe) ; IV, tiercé en pairle renversé, 1, de gueules, à deux léopards d'or (de Brunswick) ; 2, d'or, semé de cœurs de gueules, au lion d'azur, armé et lampassé du deuxième, brochant sur le tout (de Lunebourg) ; 3, de gueules, au cheval cabré d'argent, harnaché d'or (de Westphalie) (Basse-Saxe) ; sur-le-tout de l'écartelé, de sable, au lion d'or, armé et lampassé de gueules (de Belgique), couronné d'or au bonnet de gueules. Variante 3 (évolution des précédents) : Écartelé : I et IV, contre-écartelé, 1 et 4 de gueules à trois léopards d'or armés et lampassés d'azur (d'Angleterre) ; 2 d'or, au lion de gueules, au double trescheur fleuronné et contre-fleuronné du même (d'Écosse) ; 3 d'azur, à la harpe d'or, cordée d'argent (d'Irlande) ; 2 et 3, burelés de dix pièces de sable et d'or au crancelin de sinople, brochant en bande sur le tout (de Saxe) ; sur-le-tout de l'écartelé, de sable, au lion d'or, armé et lampassé de gueules (de Belgique), couronné d'or au bonnet de gueules. Variante 4 (remplace les précédents) : De sable, au lion d'or, armé et lampassé de gueules (de Belgique), sur-le-tout, écartelé : 1 et 4, contre-écartelé, 1 et 4 de gueules à trois léopards d'or armés et lampassés d'azur (d'Angleterre) ; 2 d'or, au lion de gueules, au double trescheur fleuronné et contre-fleuronné du même (d'Écosse) ; 3 d'azur, à la harpe d'or, cordée d'argent (d'Irlande) ; 2 et 3, burelés de dix pièces de sable et d'or au crancelin de sinople, brochant en bande sur le tout (de Saxe). |
|        | Léopold Louis Philippe Marie Victor (1835 † 1909), prince de Belgique, Prince de Saxe-Cobourg et Gotha et Duc en Saxe, duc de Brabant (1835-1865), roi des Belges (1865-1909) sous le nom de Léopold II, Souverain de l'État indépendant du Congo (1884-1908), De sable, au lion d'or, armé et lampassé de gueules (de Belgique), chargé d'un écusson burelé de dix pièces d'or et de sable au crancelin de sinople, brochant en bande sur le tout (de Saxe) |
|        | Philippe Eugène Ferdinand Marie Clément Baudouin Léopold Georges (1837 † 1905), prince de Belgique, Prince de Saxe-Cobourg et Gotha et Duc en Saxe, comte de Flandre. Frère de Léopold II. Avant 1869: D'or, au lion de sable, armé et lampassé de gueules (de Flandre), sur-le-tout, écartelé : 1 et 4, contre-écartelé, 1 et 4 de gueules à trois léopards d'or armés et lampassés d'azur (d'Angleterre) ; 2 d'or, au lion de gueules, au double trescheur fleuronné et contre-fleuronné du même (d'Écosse) ; 3 d'azur, à la harpe d'or, cordée d'argent (d'Irlande) ; 2 et 3, burelés de dix pièces de sable et d'or au crancelin de sinople, brochant en bande sur le tout (de Saxe). Devenu héritier présomptif en 1869, il change ses armoiries pour mettre en avant le lion belgique. De sable, au lion d'or, armé et lampassé de gueules (de Belgique), chargé d'un écusson burelé de dix pièces d'or et de sable au crancelin de sinople, brochant en bande (de Saxe), le tout brisé d'un lambel de gueules |
|        | Baudouin Léopold Philippe Marie Charles Antoine Joseph Louis de Belgique (1869 † 1891), prince de Belgique, Prince de Saxe-Cobourg et Gotha et Duc en Saxe. Fils de Philippe, comte de Flandre. De sable, au lion d'or, armé et lampassé de gueules (de Belgique), chargé d'un écusson burelé de dix pièces d'or et de sable au crancelin de sinople, brochant en bande (de Saxe), le tout brisé d'un lambel de gueules chargé d'un annelet d'or |
|        | Albert Ier de Belgique (1875 † 1934), prince de Belgique, Prince de Saxe-Cobourg et Gotha et Duc en Saxe, comte de Flandre (1905-1909), roi des Belges (1909-1934), fils de Philippe, comte de Flandre. 1875-1905, comme prince de Belgique : De sable, au lion d'or, armé et lampassé de gueules (de Belgique), chargé d'un écusson burelé de dix pièces d'or et de sable au crancelin de sinople, brochant en bande(de Saxe), le tout brisé d'un lambel de gueules au croissant d'argent. 1905-1909, comme comte de Flandre De sable, au lion d'or, armé et lampassé de gueules (de Belgique), chargé d'un écusson burelé de dix pièces d'or et de sable au crancelin de sinople, brochant en bande(de Saxe), le tout brisé d'un lambel de gueules. 1909-1921 :, comme roi des Belges De sable, au lion d'or, armé et lampassé de gueules (de Belgique), chargé d'un écusson burelé de dix pièces d'or et de sable au crancelin de sinople, brochant en bande sur le tout(de Saxe). À partir de 1921 et portées depuis par les Rois des Belges : De sable, au lion d'or, armé et lampassé de gueules (de Belgique) |
|        | Charles, Théodore, Henri, Antoine, Meinrad de Belgique (1903 † 1983), prince de Belgique, Prince de Saxe-Cobourg et Gotha et Duc en Saxe, comte de Flandre, régent du royaume de Belgique (1944-1950), second fils d'Albert Ier 1903-1921 : De sable, au lion d'or, armé et lampassé de gueules (de Belgique), chargé d'un écusson burelé de dix pièces d'or et de sable au crancelin de sinople, brochant en bande (de Saxe), le tout brisé d'une bordure d'or. À partir de 1921 : De sable, au lion d'or, armé et lampassé de gueules (de Belgique), brisé d'une bordure d'or |
|        | Baudouin, Albert, Charles, Léopold, Axel, Marie, Gustave (1930 † 1993), prince de Belgique, comte de Hainaut (1930-1934), duc de Brabant (1934-1951, roi des Belges (1951-1993), fils aîné de Léopold III de Belgique. 1930-1934, comme comte de Hainaut De sable, au lion d'or, armé et lampassé de gueules (de Belgique), brisé d'un lambel d'or. 1934-1993, comme duc de Brabant puis roi des Belges : De sable, au lion d'or, armé et lampassé de gueules (de Belgique) |
|        | Albert Félix Humbert Théodore Christian Eugène Marie (1934-), prince de Belgique, Prince de Liège (1934-1993), roi des Belges (1993-), second fils de Léopold III de Belgique. 1934-1993, comme prince de Liège De sable, au lion d'or, armé et lampassé de gueules (de Belgique), brisé d'un lambel d'or. depuis 1993, comme roi des Belges : De sable, au lion d'or, armé et lampassé de gueules (de Belgique) Grand sceau : armoiries du gouvernement belge Petites armes du Royaume |
|        | Les princesses de Belgique 1909-1921 : De sable, au lion d'or, armé et lampassé de gueules (de Belgique), chargé d'un écusson burelé de dix pièces d'or et de sable au crancelin de sinople, brochant en bande sur le tout(de Saxe). À partir de 1921 : De sable, au lion d'or, armé et lampassé de gueules (de Belgique) |
|        | Barons von Eppinghoven, descendance naturelle de Léopold Ier de Belgique et d'Arcadie Claret. Parti, au 1 d'azur à la croix d'argent et au 2 d'or au lion de sable. |

### Branche de Saxe-Cobourg-Kohary
Branche issue du mariage de Ferdinand Ier et Antonia (1797 † 1862), fille de François, Prince de Kohary,

#### Rameau portugais de Saxe-Cobourg-Gotha, dit de Bragance ou Saxe-Cobourg-Bragance
Au Portugal, cette branche ne se considère pas comme distinct de la branche directe des Bragance parce que la loi et la tradition portugaise ont toujours prévu une égalité dans l'héritage tant paternel que maternel.
| Figure | Intitulé et blasonnement |
| ------ | --- |
|        | Rois de Portugal de la maison de Bragance D'argent à cinq écussons d'azur disposés en croix, chaque écusson chargé de cinq besants d'argent, à la bordure de gueules chargé de sept châteaux d'or. - Armes portés par : - Pierre V, Celui qui donne de l'Espérance (1837 † 1861), fils des deux précédents), - Louis Ier le Populaire (1838 † 1889), frère du précédent, - Charles Ier le Roi-Artiste (1863 † 1908), fils du précédent, - Manuel II le Patriote (1889 † 1932), fils du précédent, détrôné par la révolution de 1910, Ferdinand II (1816 † 1885), le roi consort (1837-1853) de Marie II, portait : parti en 1 d'argent à cinq écussons d'azur disposés en croix, chaque écusson chargé de cinq besants d'argent, à la bordure de gueules chargé de sept châteaux d'or et en 2 burelé de sable et d'or, au crancelin de sinople, brochant en bande sur le tout. |
|        | Princes royaux, héritiers de Portugal de la maison de Bragance D'argent à cinq écussons d'azur disposés en croix, chaque écusson chargé de cinq besants d'argent, à la bordure de gueules chargé de sept châteaux d'or, lambel de trois pieds posé sour le tout, les trois pieds vierges. - Louis-Philippe de Portugal (1887 † 1908), assassiné avec son père), prince royal de Portugal, fils de Charles Ier, Chevalier de l'ordre de la Jarretière. |

#### Rameau brésilien de Saxe-Cobourg-Gotha, dit deSaxe-Cobourg-Bragance
Il s'agit de la deuxième branche de la famille impériale du Brésil qui proviennent du mariage de la deuxième fille de l'empereur Pedro II, la princesse impériale Leopoldine de Bragance (1847-1871), avec le prince Auguste de Saxe Cobourg-Gotha (1845-1907). Auguste était le frère aîné du roi Ferdinand I de Bulgarie.
| Figure | Intitulé et blasonnement |
| ------ | --- |
|        | Prétendants au trône brésilien de la dynastie de Saxe-Coburgo-Bragança. De sinople, à la sphère armilaire d'or sur une croix de l'ordre du Christ, entourée d'un anneau d'azur chargé de vingt étoiles d'argent ; sur le tout un écusson burelé de sable et d'or, au crancelin de sinople, brochant en bande sur le tout. |

#### Rameau bulgare de Saxe-Cobourg-Gotha, ditSakskoburggotski
Sous l'influence héraldique occidentale, l'émail des armoiries des souverains bulgares qui était le pourpre devint de gueules.
| Figure | Intitulé et blasonnement |
| ------ | --- |
|        | Ferdinand Saxe-Cobourg (1861 † 1918), Duc de Saxe, Prince de Saxe-Cobourg et Gotha, prince régnant (1887-1908) et Gouverneur général de Roumélie orientale, puis Roi de Bulgarie (1908-1918) sous le nom de Ferdinand Ier, De gueules, au lion d'or, armé et lampassé de sinople, coiffé d'une couronne fermée. - Armes du Prince souverain de Bulgarie Ferdinand de Saxe-Cobourg. - Moyennes armes du Roi de Bulgarie Ferdinand Ier. - Grandes armes du Roi de Bulgarie Ferdinand Ier. - Armes portés par : - Boris III, roi des Bulgares (1918-1943), - Simeon II, dernier roi des Bulgares (1943-1946), ministre président de la République de Bulgarie (2001-2005) sous le nom de Simeon Sakskoburggotski. |

## Branche albertine
La branche albertine, issue de Albert III de Saxe, donnera à la Saxe les Électeurs puis Rois de Saxe, ainsi que trois branches cadettes : Maison de Saxe-Weissenfels fondée par Auguste de Saxe-Weissenfels, la Maison de Saxe-Mersebourg fondée par Christian de Saxe-Mersebourg, et la Maison de Saxe-Zeitz fondée par Maurice de Saxe-Zeitz tous trois fils de Jean-Georges Ier de Saxe.

### Rameau desÉlecteursde Saxe
| Figure | Intitulé et blasonnement |
| ------ | --- |
|        | Albert III de Saxe (1443 † 1500), co-électeur de Saxe, comte palatin de Saxe et margrave de Misnie, Co-landgrave de Thuringe, Stathouder des Pays-Bas de 1488 à 1493 et Duc de Saxe, chevalier de l'ordre de la Toison d'or, Écartelé, en I, burelé de dix pièces de sable et d'or au crancelin de sinople, brochant en bande sur le tout (de Saxe) ; en II, d'azur au lion burelé d'argent et de gueules, couronné d'or (de Thuringe ; en III, d'azur, à l'aigle d'or (du Palatinat de Saxe) ; en IV, d'or, au lion de sable, armé et lampassé de gueules (de Misnie). Le même, Chevalier de l'ordre de la Toison d'or, |
|        | Georges de Saxe (1471 † 1539), Duc de Saxe, comte palatin de Saxe et margrave de Misnie (1500-1539), chevalier de l'ordre de la Toison d'or, Burelé de dix pièces de sable et d'or au crancelin de sinople, brochant en bande sur le tout. |
|        | Frédéric de Saxe (1473 † 1510), 36e Grand Maître de l'ordre Teutonique (1498-1510), Écartelé, en I, burelé de dix pièces de sable et d'or au crancelin de sinople, brochant en bande sur le tout (de Saxe) ; en II, d'azur au lion burelé d'argent et de gueules, couronné d'or (de Thuringe ; en III, d'or, au lion de sable, armé et lampassé de gueules (de Misnie) ; en IV, d'azur, à l'aigle d'or (du Palatinat de Saxe) ; une croix de sable, chargée d'une croix d'or potencée et fleudelisée en cœur, brochant sur la partition ; sur-le-tout, d'or à l'aigle de sable. |
|        | Jean-Georges Ier de Saxe (1585 † 1656), électeur de Saxe, comte palatin de Saxe et margrave de Misnie (1611-1656), Écartelé : en I, burelé de dix pièces de sable et d'or au crancelin de sinople, brochant en bande sur le tout ; en II, d'azur au lion burelé d'argent et de gueules, couronné d'or (de Thuringe ; en III, mi-parti, en 1, de gueules à l'aigle d'argent, becquée, languée, membrée, liée et couronnée d'or (de Pologne), en 2, fascé de huit pièces de gueules et d'argent (de Hongrie) ; en IV d'or, à deux pals d'azur (de Landsberg), sur-le-tout coupé de sable et d'argent au deux épées de gueules posées en sautoir (de la dignité d'Archi-maréchal du Saint-Empire romain germanique, charge attachée à l'Électorat de Saxe).                                       |
|        | Jean-Georges II de Saxe (1613 † 1680), électeur de Saxe, comte palatin de Saxe et margrave de Misnie (1656-1680), chevalier de l'ordre de la Jarretière, Écartelé : en I, burelé de dix pièces de sable et d'or au crancelin de sinople, brochant en bande sur le tout ; en II, d'azur au lion burelé d'argent et de gueules, couronné d'or (de Thuringe ; en III, mi-parti, en 1, de gueules à l'aigle d'argent, becquée, languée, membrée, liée et couronnée d'or (de Pologne), en 2, fascé de huit pièces de gueules et d'argent (de Hongrie) ; en IV d'or, à deux pals d'azur (de Landsberg), sur-le-tout coupé de sable et d'argent au deux épées de gueules posées en sautoir (de la dignité d'archi-maréchal du Saint-Empire romain germanique, charge attachée à l'Électorat de Saxe). |
|        | Jean-Georges IV de Saxe (1668 † 1694), électeur de Saxe, comte palatin de Saxe et margrave de Misnie (1691-1694), chevalier de l'ordre de la Jarretière, Parti : en I, coupé de sable et d'argent au deux épées de gueules posées en sautoir (de la dignité d'archi-maréchal du Saint-Empire romain germanique, charge attachée à l'Électorat de Saxe) ; en II, burelé de dix pièces de sable et d'or au crancelin de sinople, brochant en bande sur le tout (de Saxe). Le même, chevalier de l'ordre de la Jarretière, |
|        | Frédéric-Auguste de Saxe (1670 † 1733), électeur de Saxe, comte palatin de Saxe et margrave de Misnie (1694-1733), roi de Pologne (1697-1704, puis 1709-1733) sous le nom de Auguste II Écartelé : I et IV, de gueules, à l'aigle d'argent, becquée, languée, membrée, liée et couronnée d'or (de Pologne) ; II et III, de gueules à un chevalier d’argent, portant un écu d’azur à une croix patriarchale d’or (de Lituanie) ; sur-le-tout, parti, en 1, coupé de sable et d'argent au deux épées de gueules posées en sautoir (de la dignité d'Archi-maréchal du Saint-Empire romain germanique, charge attachée à l'Électorat de Saxe), en 2, burelé de dix pièces de sable et d'or au crancelin de sinople, brochant en bande sur le tout (de Saxe).                                       |
|        | Hermann-Maurice de Saxe (1696 † 1750), Comte de Saxe, comte de la Raute, Duc de Courlande, condottiere, maréchal de France (1744), maréchal général des camps et armées du roi (1747), Burelé de dix pièces d'or et de sable au crancelin de sinople, brochant en barre sur le tout (Bâtard de Saxe). |

#### Rois de Saxe
| Figure | Intitulé et blasonnement |
| ------ | --- |
|        | Frédéric-Auguste Ier le Juste (1750 † 1827), Électeur de Saxe (1806-1827), 1er roi de Saxe (1806-1827), duc de Varsovie (1807-1815), Petites armes : Burelé de sable et d'or, au crancelin de sinople, brochant en bande sur le tout (de Saxe). Moyennes armes : Burelé de sable et d'or, au crancelin de sinople, brochant en bande sur le tout (de Saxe). Grandes armes : Parti de deux, coupé de trois : I, d'or, au lion de sable, armé et lampassé de gueules (de Misnie) (le lion contourné) ; II, d'azur au lion burelé d'argent et de gueules, couronné d'or (de Thuringe ; III, de sable, à l'aigle d'or (du Palatinat de Thuringe) ; IV, d'azur, à l'aigle d'or (du Palatinat de Saxe) ; V (combiné avec VIII), de gueules (du Droit de régale) ; VI, d'azur, au lion coupé d'or et d'argent (de Pleissen (de)) ; VII de sable, au lion d'or, armé, lampassé et couronné de gueules (de Vogtland) ; IX, d'or, semé de cœurs de gueules, au lion de sable, armé, lampassé et couronné du deuxième, brochant sur-le-tout (d'Orlamünde) ; X, d'or, à deux pals d'azur (de Landsberg) ; XI, coupé, a, coupé crénelé d'azur et d'or (de Haute-Lusace), b, parti, d'argent, à la rose de gueules, boutonnée d'or et pointée de sinople (d'Altenbourg) et d'argent, à la rose de gueules, boutonnée d'or et pointée de sinople (d'Altenbourg) et d'or, à une poule de sable, crêtée, becquée et membrée de gueules, posée sur un mont de sinople, issant de la pointe de l'écu (de Henneberg (de)) ; XII, d'argent, à trois fasces d'azur (d'Eisenberg) ; sur-le-tout, burelé de sable et d'or, au crancelin de sinople, brochant en bande sur le tout (de Saxe). Union personnelle des Royaumes de Saxe et Duché de Varsovie : Parti : au I, burelé de sable et d'or, au crancelin de sinople, brochant en bande sur le tout (de Saxe) ; au II, de gueules à une aigle d'argent couronnée d'or, tenant dans serre sénèstre une orbe et dans sa dextre un septre, les deux d'or |

### Maison de Saxe-Weissenfels
| Figure | Intitulé et blasonnement |
| ------ | --- |
|        | Jean-Adolphe II (1685 † 1746), Duc de Saxe-Weissenfels, chevalier de l'ordre de la Jarretière, Parti de deux, coupé de six : I, d'azur au lion burelé d'argent et de gueules, couronné d'or (de Thuringe, le lion contourné) ; II, de gueules, à l'écusson d'argent, aux rais d'escarboucle d'or, brochantes sur le tout (de Clèves) ; III, d'or au lion de sable armé et lampassé de gueules (de Juliers) ; IV, d'or, au lion de sable, armé et lampassé de gueules (de de Misnie) ; V (combiné avec VIII), burelé de sable et d'or, au crancelin de sinople, brochant en bande sur le tout (de Saxe) ; VI, d'argent, au lion de gueules, armé, lampassé et couronné d'or ; VII, d'azur, à l'aigle d'or (du Palatinat de Saxe) (la tête contournée) ; VIII, de sable, à l'aigle d'or (du Palatinat de Thuringe) ; IX, coupé crénelé d'azur et d'or (de Haute-Lusace) ; X, d'or, semé de cœurs de gueules, au lion de sable, armé, lampassé et couronné du deuxième, brochant sur-le-tout (d'Orlamünde) ; XI, d'argent au bœuf de gueules sur une terrasse de sinople (de Basse-Lusace) ; XII, d'azur, au lion coupé d'or et d'argent (de Pleissen (de)) ; XIII, d'argent, à la rose de gueules, boutonnée d'or et pointée de sinople (d'Altenbourg) ; XIV, d'or à deux pals d'azur (de Landsberg) ; XV, d'argent à trois bouterolles de gueules (d'Angrie) ; XVI, d'or, à la fasce échiquetée d'argent et de gueules de trois tires (de la Marck) ; XVII, d'argent, à trois fasces d'azur (d'Eisenberg) ; XVIII, d'argent, à trois chevrons de gueules (de Ravensberg) ; XIX, parti, a, d'or, à une poule de sable, crêtée, becquée et membrée de gueules, posée sur un mont de sinople, issant de la pointe de l'écu (de Henneberg (de)), b, d'azur semé de croisettes d'or et aux deux bars d'or (de Bar) ; XX, de gueules plain (du Droit de régale). Le même, chevalier de l'ordre de la Jarretière, |

### Maison de Saxe-Mersebourg
| Figure | Intitulé et blasonnement |
| ------ | --- |
|        | Ducs de Saxe-Mersebourg, issus de Christian de Saxe-Mersebourg (1615 † 1691), Grandes armes : Parti de deux, coupé de six: I. et VII. d’or au lion de sable armé et lampassé de gueules, le lion contourné (de Juliers); II. de gueules, à l'écusson d'argent, aux rais d'escarboucle d'or, brochantes sur le tout (de Clèves); III. d'argent, au lion de gueules, armé, lampassé et couronné d'or (de Berg); IV. d’or à la croix de sable (de Mersebourg); V. burelé de sable et d'or, au crancelin de sinople, brochant en bande sur le tout (de Saxe); VI. d'azur au lion burelé d'argent et de gueules (de Thuringe); VII. cfr. I.; VIII. d'azur, à l'aigle d'or (du Palatinat de Saxe); IX. de sable, à l'aigle d'or, l’aigle contourné (du Palatinat de Thuringe); X. coupé crénelé d'azur et d'or (de Haute-Lusace); XI. d'argent au bœuf rampant de gueules (de Basse-Lusace); XII. d'azur, au lion coupé d'or et d'argent (ici le lion est contourné ET rampant) (de Pleissen); XIII. d'or, semé de cœurs de gueules, au lion de sable, armé et lampassé de gueules brochant sur-le-tout (d'Orlamünde); XIV. d'or à deux pals d'azur (de Landsberg); XV. d'argent à trois bouterolles de gueules (Angrie); XVI. d'argent, à la rose de gueules, boutonnée d'or et pointée de sinople (d'Altenbourg); XVII. d'argent, à trois fasces d'azur (d'Eisenberg); XVIII. d'argent, à trois chevrons de gueules (de Ravensberg); XIX. d'or, à la fasce échiquetée d'argent et de gueules de trois tires (de la Marck); XX. de gueules plain (du Droit de régale); XXI. à la champagne d’or, à une poule de sable, crêtée, becquée et membrée de gueules, posée sur un mont de sinople, issant de la pointe de l'écu (de Henneberg) |